# KV60
Situé dans la vallée des rois, dans la nécropole thébaine sur la rive ouest du Nil face à Louxor en Égypte, KV 60 est le tombeau supposé de Satrê, la nourrice d'Hatchepsout. D'autres (comme l'égyptologue Elizabeth Thomas) penchent pour Hatchepsout elle-même.
C'est l'égyptologue Howard Carter qui découvrit la tombe en 1903. Les brèves fouilles révélèrent que la tombe fut pillée depuis la plus haute Antiquité. Pourtant, elle livra deux momies ayant souffert de dégradations importantes.
En 1906, l'égyptologue Edward Russell Ayrton rouvrit la tombe pour en extraire l'une des momies ainsi qu'un coffre à canopes afin de les exposer au musée égyptien du Caire. Le coffre comportait l'inscription de Nurse royale qui fut identifiée à Satrê, la nurse royale d'Hatchepsout.
La tombe fut une nouvelle fois fouillée en 1990 par l'équipe de Donald P. Ryan. La momie restée sur les lieux sembla montrer les caractéristiques d'une momie royale : la position du bras gauche fléchi ainsi qu'un masque funéraire en bois comportant l'emplacement d'une fausse barbe. Or la reine Hatchepsout est connue pour avoir porté la fausse barbe.
Cette momie anonyme a été officiellement authentifiée par Zahi Hawass, directeur du Conseil suprême des Antiquités égyptiennes, le 27 juin 2007, comme étant celle de la reine Hatchepsout.